# Amets Txurruka
Amets Txurruka Ansola (Etxebarria, 10 november 1982) is een Spaans voormalig wielrenner die in 2017 zijn carrière afsloot.

## Carrière
Amets Txurruka begon zijn carrière in 2006 bij Barloworld, maar vertrok al na een jaar naar Euskaltel-Euskadi.
Txurruka stond bekend als een strijdlustige, aanvallende wielrenner en is vooral bergop snel. Hij werd derde in het jongerenklassement van de Ronde van Frankrijk van 2007. Hij mocht in de laatste vier dagen zelfs de witte trui dragen, omdat renners voor hem al een andere officiële trui droegen: Alberto Contador het geel en Mauricio Soler de bolletjestrui.
Nadat zijn contract bij Orica-BikeExchange niet werd verlengd, moest Txurruka voor het seizoen 2017 op zoek naar een nieuwe ploeg. In mei 2017 staakte hij die zoektocht en kondigde hij zijn afscheid van het peloton aan.

## Belangrijkste overwinningen
2007
 Strijdlustklassement Ronde van Frankrijk
2013
Berg- en sprintklassement Ronde van het Baskenland
1e etappe Ronde van Asturië
Eindklassement Ronde van Asturië
Bergklassement Ronde van Burgos
2014
Bergklassement Tour des Fjords
Eindklassement Ronde van Gévaudan Languedoc-Roussillon
2015
4e etappe Ronde van Noorwegen
2e etappe Tour de Beauce

## Resultaten in voornaamste wedstrijden
| Jaar | Ronde van Italië | Ronde van Frankrijk | Ronde van Spanje |
| ---- | ---------------- | ------------------- | ---------------- |
| 2007 |                  | 23e                 |                  |
| 2008 |                  | 52e                 | 45e              |
| 2009 |                  | buiten tijd         | 29e              |
| 2010 |                  | opgave              | 29e              |
| 2011 |                  | opgave              | 30e              |
| 2012 | 42e              | opgave              | 30e              |
| 2013 |                  |                     | 25e              |
| 2014 |                  |                     | 48e              |
| 2015 |                  |                     | opgave           |
| 2016 | 55e              |                     |                  |

| Jaar | Milaan-San Remo | Ronde van Lombardije | Clásica San Sebastián |  | Wereldranglijsten |
| ---- | --------------- | -------------------- | --------------------- |  | ----------------- |
| 2007 |                 |                      |                       |  |                   |
| 2008 |                 |                      |                       |  |                   |
| 2009 |                 |                      |                       |  | 165e (UWK)        |
| 2010 | opgave          | opgave               |                       |  |                   |
| 2011 | 132e            | 36e                  |                       |  |                   |
| 2012 | opgave          | opgave               | 61e                   |  |                   |
| 2013 |                 |                      | 39e                   |  |                   |
| 2014 |                 | 72e                  | 76e                   |  |                   |
| 2015 |                 |                      | 53e                   |  |                   |
| 2016 |                 | opgave               | 95e                   |  |                   |

## Ploegen
- 2006 –  Barloworld
- 2007 –  Euskaltel-Euskadi
- 2008 –  Euskaltel-Euskadi
- 2009 –  Euskaltel-Euskadi
- 2010 –  Euskaltel-Euskadi
- 2011 –  Euskaltel-Euskadi
- 2012 –  Euskaltel-Euskadi
- 2013 –  Caja Rural-Seguros RGA
- 2014 –  Caja Rural-Seguros RGA
- 2015 –  Caja Rural-Seguros RGA
- 2016 –  Orica-BikeExchange [a]

1. ↑  Tot 1 juli heette de ploeg Orica GreenEDGE, maar na het aantrekken van BikeExchange als cosponsor werd de naam veranderd.

Arreitunandia ·
Astarloa ·
Bonomi ·
Caccia ·
Cárdenas ·
Cheula ·
Christensen ·
Cox ·
Degano ·
Facci ·
Green ·
Jefimkin ·
Kannemeyer ·
Maartens ·
Perry ·
Sabido ·
Schärer ·
Southam ·
Txurruka ·
Corti (stagiair) ·
Kessiakoff (stagiair) 
Albizuri ·
Antón ·
Aperribay ·
Aranaga ·
Astarloza ·
Azanza ·
Bru ·
Etxebarria ·
Fernández ·
Galdós ·
Galparsoro ·
Hernández ·
Iriondo ·
Irizar ·
Isasi ·
Lafuente ·
Landaluze ·
Luengo ·
Oroz ·
Mayoz ·
Peña ·
A. Pérez ·
R. Pérez ·
Sánchez ·
Txurruka ·
Uribarri ·
Velasco ·
Verdugo ·
H. Zubeldia ·
J. Zubeldia
Agirre ·
Albizuri ·
Antón ·
Aperribay ·
Aramendia ·
Astarloza ·
Azanza ·
Bru ·
Fernández ·
Galdós ·
Galparsoro ·
Hernández ·
Irizar ·
Isasi ·
Lafuente ·
Landaluze ·
Luengo ·
Martínez ·
Oroz ·
A. Pérez ·
R. Pérez ·
Sánchez  ·
Txurruka ·
Velasco ·
Verdugo ·
Zubeldia
Agirre ·
Antón ·
Aramendia ·
Astarloza ·
Azanza ·
de Lis de Andrés ·
Fernández ·
Galdós ·
Hernández ·
Irizar ·
Isasi ·
Lafuente ·
Landaluze (tot 15/07) ·
Martínez ·
Nieve ·
Oroz ·
A. Pérez ·
R. Pérez ·
Sánchez  ·
Txurruka ·
Urtasun ·
Velasco ·
Verdugo
Antón ·
Aramendia ·
Azanza ·
Castroviejo ·
de Lis de Andrés ·
Fernández ·
Galdós ·
Hernández ·
Intxausti ·
Isasi ·
Izagirre ·
Martínez ·
Mínguez ·
Nieve ·
Oroz ·
A. Pérez ·
R. Pérez ·
Sánchez  ·
Sesma ·
Sicard ·
Txurruka ·
Urtasun ·
Velasco ·
Verdugo
Antón ·
Aramendia ·
Astarloza ·
Azanza ·
Bilbao ·
Castroviejo ·
Cazaux ·
Fernández ·
Isasi ·
G. Izagirre ·
J. Izagirre ·
Landa ·
Martínez ·
Mínguez ·
Nieve ·
Oroz ·
A. Pérez ·
R. Pérez ·
Sánchez  ·
Sesma ·
Sicard ·
Txurruka ·
Urtasun ·
Velasco ·
Verdugo
Antón ·
Astarloza ·
Azanza ·
Bilbao ·
Cabedo ·
Cazaux ·
García ·
G. Izagirre ·
J. Izagirre ·
Landa ·
Martínez ·
Mínguez ·
Nieve ·
Oroz ·
A. Pérez ·
R. Pérez ·
Sáez de Arregui ·
Sánchez  ·
Sicard ·
Txurruka ·
Urtasun ·
Velasco ·
Verdugo
Aberasturi ·
Antón ·
Astarloza ·
Azanza ·
Bilbao ·
Bravo ·
Chaoufi (tot 12/08) ·
García ·
G. Izagirre ·
J. Izagirre ·
Kocjan ·
Landa ·
Lobato ·
Martínez ·
Mestre ·
Mínguez ·
Nieve ·
Oroz ·
Pérez ·
Radochla ·
Sáez de Arregui ·
Sánchez ·
Schulze ·
Serebrjakov (tot 06/04) ·
Sicard ·
Tamouridis ·
Txurruka ·
Urtasun ·
Verdugo ·
Vrečer
Aramendia · Arroyo · Barbero · Benito · Bilbao · Carthy · Ferrari · Fraile · Gonçalves · Grijalba · Lasca · Madrazo · Mas · Molina · Pardilla · Parra · Prades · Sáez · Txurruka · Vilela · Jiménez (stagiair) · Murphy (stagiair) · Rosón (stagiair)
Albasini · Bewley · Chaves · Cheung · Cort · Docker · Durbridge · Edmondson · Ewan · Gerrans · Haig · Hayman · Hepburn · Howson · Impey · Juul-Jensen · Keukeleire · Matthews · Meier · Mezgec · Plaza · Power · Tuft · Txurruka · Verona · A.Yates · S.Yates · Schultz (stagiair)